# Siena Root
Siena Root is een Zweedse rockband uit de omgeving van Stockholm. De band grijpt met haar muziek terug naar de jaren 60 en 70 en speelt rock vermengd met blues, psychedelische rock en gitaarrock. Men gebruikt daarbij zo veel mogelijk analoge apparatuur. De “sound” moet gerangschikt worden in vroeg Deep Purple, Uriah Heep en Wishbone Ash; het gitaarwerk heeft veel weg van Eric Clapton en Ritchie Blackmore uit die dagen. De band bestaat sinds 1997 en was origineel een trio. De naam voert terug op de naam van de bruinachtige kleur sienna, die haar oorsprong vindt (root) in Toscane.

## Discografie
- 2004: A new day dawning
- 2005: Mountain songs
- 2006: Kaleidoscope
- 2008: Far from the sun
- 2009: Different realities
- 2014: Pioneers
- 2017: A Dream of Lasting Peace